# AD Castro Daire
El AD Castro Daire es un equipo de fútbol de Portugal que juega en la Liga Regional de Vizeu, la quinta división de fútbol del país.

## Historia
Fue fundado el 18 de octubre de 1975 en la ciudad de Castro Daire del distrito de Vizeu con secciones en categorías menores, fútbol 7 y fútbol femenil.
Históricamente han sido un equipo de divisiones distritales exceptuando en su única aparición en la Tercera División de Portugal en la temporada 2004/05 donde desciende, además de contadas apariciones en la Copa de Portugal, destacando en la edición de 2004/05 donde avanzó hasta la segunda ronda eliminado por el UD Oliveirense.
Tras ganar su primer título distrital regresa a las competiciones nacionales al ascender al Campeonato de Portugal para la temporada 2019/20 donde finalizó en quinto lugar del grupo B.

## Palmarés
- Liga Regional de Vizeu: 1

2018/19
- Primera División de Vizeu: 2

2017/18, 2001/02
- Segunda División de Vizeu: 1

2008/09
- Copa de Vizeu: 1

2012/13
- Supercopa de Vizeu: 1

2019